# Amadeus al IX-lea, Duce de Savoia
Amadeus al IX-lea (1 februarie 1435 – 30 martie 1472), numit cel Vesel, a fost Duce de Savoia din 1465 până în 1472. Biserica Catolică l-a venerat printr-o sărbătoare liturgică la 30 martie.

## Biografie
S-a născut la Thonon-les-Bains și a fost fiul lui Louis, Duce de Savoia și al Anne de Lusignan, fiica regelui Janus al Ciprului. În 1452, mama lui a aranjat o căsătorie politică cu Iolanda de Valois (1434–1478), sora regelui Ludovic al XI-lea al Franței și fiica regelui Carol al VII-lea al Franței. Din cauza epilepsiei și a retragerii lui, ea a fost lăsată la controlul statului.  Franța și Sfântul Imperiu Roman au concurat pentru a obține controlul de importanță strategică al trecătorilor din Alpi și a rutelor comerciale. Influența franceză a crescut în Savoia și a implicat țara în războaiele dintre Franța și împărații Sfântului Imperiu Roman. Inițial Castelul Moncalleri din Piemont, Italia a fost construit în jurul anului 1100 ca o fortăreață pe un deal, pentru a controla accesul principal sudic la Torino. La mijlocul secolului al XV-lea Iolanda l-a transformat într-un palat regal renascentist.
Amadeus a fost un potector al călugărilor franciscani și a înzestrat alte case religioase drept case pentru îngrijirea celor săraci și suferinzi. El a făcut un pelerinaj la Saint-Claude în 1471. Amadeus a murit în 1472.

## Descendenți
Împreună cu soția sa Iolanda a avut zece copii:
1. Louis de Savoia (1453)
2. Ana de Savoia (1455–1480), căsătorită cu Frederic de Aragon (1452–1504), prinț de Altamura
3. Carol de Savoia (1456–1471), Prinț de Piedmont
4. Louise de Savoia (1462–1503), căsătorită în 1479 cu Hugh de Chalon
5. Filibert I de Savoia (1465–1482)
6. Bernard de Savoia (1467)
7. Carol I de Savoia (1468–1490)
8. James Louis de Savoia (1470–1485), Conte de Genevois
9. John Claude Galeazzo de Savoia (1472)
10. Maria de Savoia (?–1511)